# Karl Ringel
Karl Ringel (* 30. September 1932 in Fürth; † 4. Mai 2024 in Neunkirchen (Saar)) war ein deutscher Fußballspieler, der zwei Länderspiele für das Saarland absolvierte und im Jahre 1958 einmal für die deutsche A-Nationalmannschaft zum Einsatz kam.

## Sportliche Laufbahn

### Vereinskarriere

#### Beginn in Fürth und Friedrichshafen
Karl Ringel gehörte bis 1950 in seiner Geburtsstadt der Jugendabteilung der SpVgg Fürth an. In der Saison 1951/52 kam er für die Fürther in einem Spiel in der Fußball-Oberliga Süd zum Einsatz. Auf der Suche nach einem Arbeitsplatz fand er 1950 den Weg nach Friedrichshafen am Bodensee, wo er bis 1953 als Maschinenschlosser in einer Zahnradfabrik tätig war. Fußballerisch war er von 1950 bis 1953 für den VfB Friedrichshafen in der 1. Amateurliga Württemberg aktiv. Nachdem Vereinsvertreter von Borussia Neunkirchen den Kontakt hergestellt hatten, gelangte er im Sommer 1953 in das saarländische Neunkirchen. Dort bekam er eine Anstellung beim Zieh- und Walzwerk „Menesa“.

#### Oberliga Südwest
Am 9. August 1953 (1. Spieltag) debütierte er in der Oberliga Südwest beim 3:2-Sieg im Auswärtsspiel gegen den SV Phönix Ludwigshafen und erzielte mit dem 1:0-Führungstreffer in der 10. Spielminute sein erstes Tor. Karl Ringel entwickelte sich zu einem Halbstürmer mit Spielmacherqualitäten und Abschlussstärke. Ab der Saison 1957/58 gehörte das Team vom Ellenfeldstadion zur Spitze im Südwesten. Viermal belegten die Mannschaft ab der Saison 1958/59 Platz 2, 1962 wurde die Staffelmeisterschaft errungen. In den Endrundenspielen um die deutsche Meisterschaft 1962 konnten sich Ringel und seine Mitspieler mit den Spitzenteams der übrigen Oberligen messen. 1960 entschieden sie den Einzug in das Finale durch drei Punktgewinne gegen den Karlsruher SC für den Hamburger SV. In der Endrunde um die deutsche Meisterschaft 1963 eröffneten die Neunkircher die Gruppenspiele mit einem 3:0-Erfolg vor 40.000 Zuschauern in Saarbrücken gegen den Hamburger SV. Schon bei dieser Gelegenheit deutete der Sturm mit Elmar May, Karl Ringel, Paul Pidancet, Horst Berg und Günter Kuntz an, dass bei der „Borussia“ Bundesliga-Format vorhanden war. Von 1953 bis 1963 bestritt Ringel 244 Punktspiele in der Oberliga Südwest und erzielte 107 Tore. Da der 1. FC Saarbrücken für die neu geschaffene höchste deutsche Spielklasse, die Bundesliga 1963/64 Berücksichtigung fand, verblieben Borussia Neunkirchen und Karl Ringel in dieser Spielzeit in der zweitklassigen Regionalliga Südwest.

#### Regionalliga Südwest und Bundesliga
Mit neun Toren in 27 Punktspielen trug Routinier Karl Ringel am Ende der Premierensaison der Regionalliga Südwest zur Meisterschaft bei und qualifizierte sich mit der Mannschaft somit für die Aufstiegsrunde zur Bundesliga. Als hoher Favorit in der Gruppe 1 der Saarländer galt der FC Bayern München. Nach der 0:1-Heimniederlage der „Borussen“ am 14. Juni 1964 gegen die „Bayern“ schien auch der erwartete Verlauf der Aufstiegsrunde Wirklichkeit zu werden. Sechs Tage später jedoch sorgte die Mannschaft von Trainer Horst Buhtz für die 2:0-Sensation beim Sieg im Stadion an der Grünwalder Straße in München und hatte urplötzlich selbst wieder eine reale Aufstiegschance. Mit zwei 1:0-Siegen gegen den FC St. Pauli und den SC Tasmania 1900 Berlin ließen sie den FC Bayern München hinter sich und stiegen in die Bundesliga auf. Karl Ringel hatte in allen sechs Aufstiegsrundenspielen für Neunkirchen, in denen er zwei Tore beisteuerte (u. a. ein Strafstoß gegen den FC Bayern München), wertvolle Dienste geleistet. Am 8. Mai 1965 (29. Spieltag) bestritt er sein einziges Bundesligaspiel. Beim 1:1-Unentschieden im Auswärtsspiel gegen Hertha BSC hatte der 33-Jährige sich mit dem Verteidiger Otto Rehhagel auseinanderzusetzen. Nach der Saison wechselte Ringel zum 1. FC Saarbrücken in die Regionalliga Südwest, absolvierte dort jedoch nur noch sieben Spiele. Nach sechs Knieoperationen beendete er im Sommer 1966 seine Laufbahn als Fußballspieler.

### Auswahleinsätze
Vom 25. Juli 1947 bis zum 7. Juli 1956 existierte der Saarländische Fußballverband (SFB), der am 23. Juni 1950 auch als selbständiges Mitglied in die FIFA aufgenommen wurde. Von 1950 bis 1956 wurden 19 Länderspiele unter dem Dachverband des SFB ausgetragen. Am 1. Mai 1955 debütierte Karl Ringel international im Spiel der B-Nationalmannschaft des Saarlandes gegen die B-Auswahl der Niederlande, das im Neunkircher Ellenfeldstadion mit 4:2 gewonnen wurde. Am 17. März 1956 wurde er im „inoffiziellen Länderspiel“ des Saarlandes gegen eine deutsche Auswahl in Homburg eingewechselt. Am 3. und 6. Juni 1956 kam er unter dem saarländischen Nationaltrainer Helmut Schön zu zwei Einsätzen in der Nationalmannschaft des Saarlandes, nämlich beim torlosen Unentschieden gegen die B-Auswahl Portugals sowie bei der 2:3-Niederlage in Amsterdam gegen die Auswahl der Niederlande, bei der Karl Ringel sein einziges Länderspieltor erzielte. Für den DFB berief ihn Bundestrainer Sepp Herberger anlässlich der Ägypten-Reise im Dezember 1958 in den Kader der A-Nationalmannschaft. Bei der 1:2-Niederlage in Kairo gegen die Auswahl Ägyptens wurde er in der 62. Minute für Stürmer Ulrich Biesinger vom BC Augsburg eingewechselt.

## Weiterer Werdegang
Der ehemalige Maschinenschlosser war seit 1955 Angestellter der Neunkircher Stadtwerke, für die er als Sachbearbeiter bis zu seiner Pensionierung 1992 tätig war.
Ringel starb am 4. Mai 2024 im Alter von 91 Jahren in seiner Wahlheimat Neunkirchen.